# Bolungarvíkurgöng
De Bolungarvíkurgöng is een tunnel in het noordwesten van IJsland. In de volksmond heet de tunnel Óshlíðargöng.
Ten zuiden van het plaatsje Hnífsdalur ligt een gelijknamig dal, waarvandaan een tunnel naar het Syðradalur even ten zuiden van Bolungarvík loopt. De tunnel is 5156 meter lang, en er is 3,7 kilometer extra weg van en naar de tunnel aangelegd. Over de Ósá is een brug van 32 meter gebouwd, over de Hnífsdalsá een van 8 meter. De 8 meter brede tunnel loopt onder de meer dan 600 meter hoge Arafjall door, en is juli 2010 opgeleverd.

## Werkzaamheden (2009)

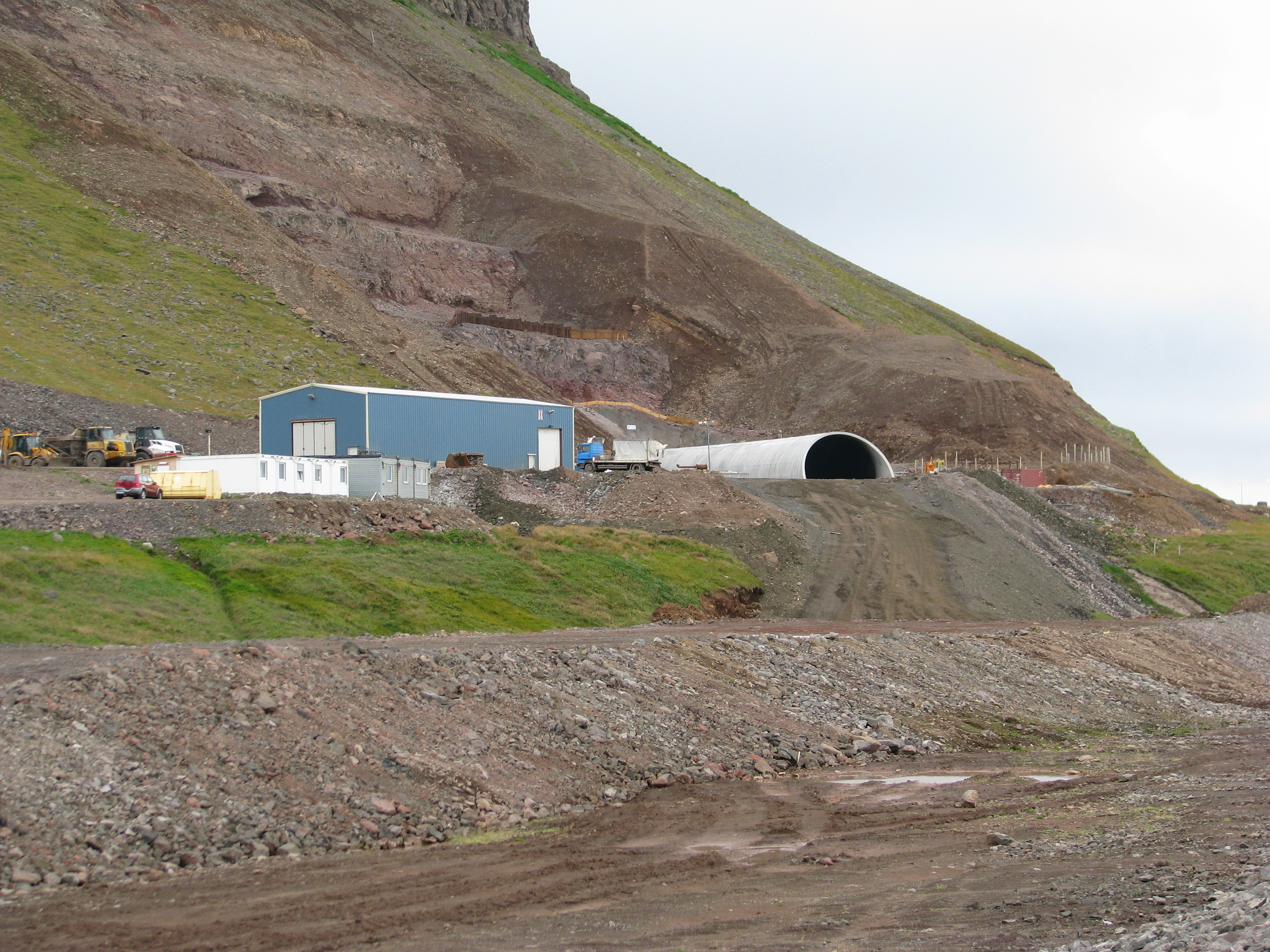
De tunnel in aanbouw bij Hnífsdalur.
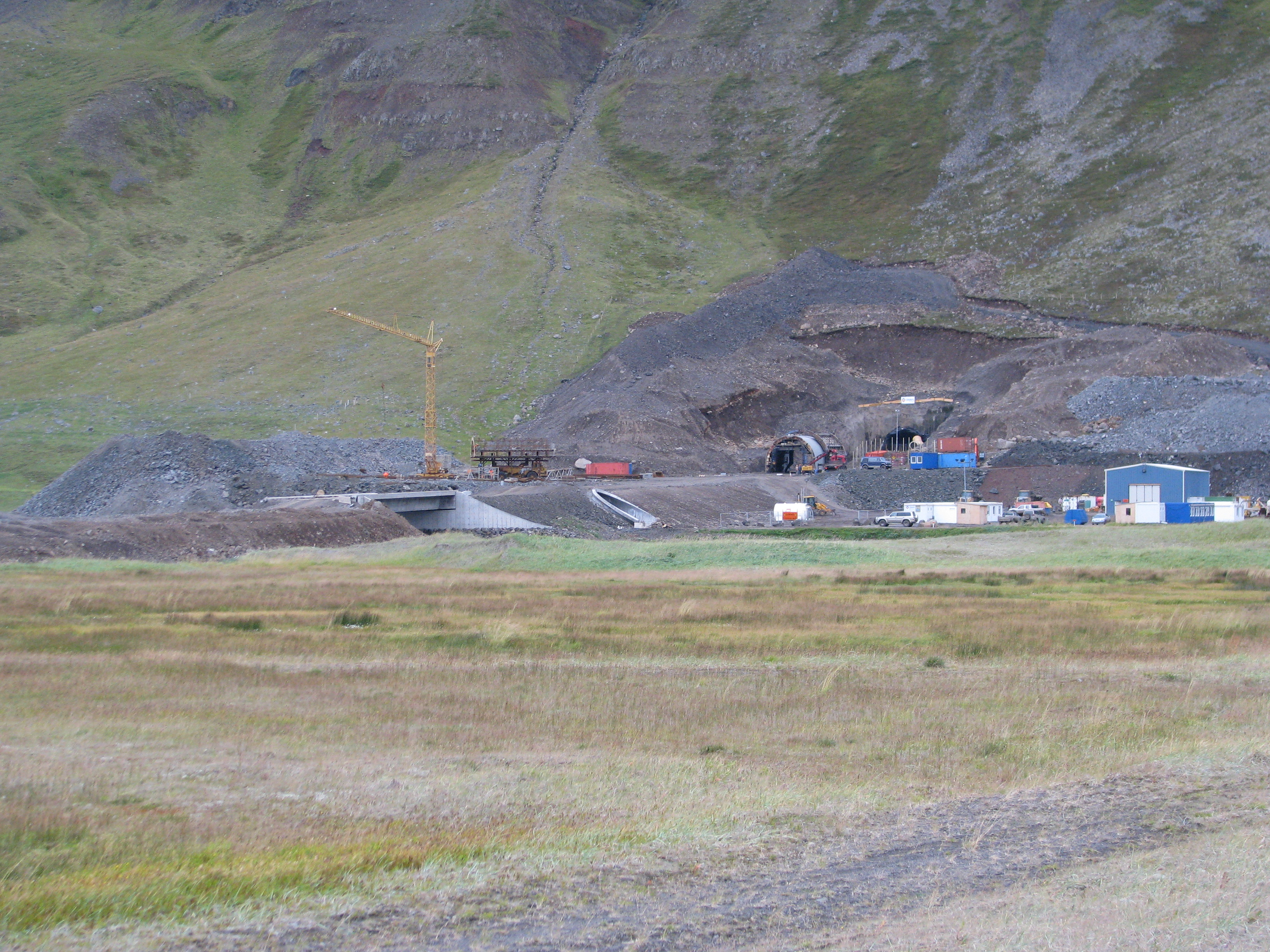
De tunnel in aanbouw bij Bolungarvík.

## Webcams
- Webcam boven de tunnelingang aan de kant van Hnífsdalur.
- Webcam boven de tunnelingang aan de kant van Bolungarvík.